# Adrián Rodríguez Moya
Adrián Rodríguez Moya (Cornellà de Llobregat, 28 de novembre de 1988) és un actor i cantant català. És conegut pels seus treballs en les sèries de televisió Los Serrano, Física o química i el Chiringuito de Pepe.

## Biografia
Ha fet diversos treballs en publicitat i televisió. Amb el paper del David "DVD" aconsegueix la fama a Los Serrano durant els anys 2005 i 2008. Entre el 2009 i el 2011 formà part del repartiment de la sèrie Física o química, on interpretà el paper del David Ferrán, un noi homosexual de 17 anys.
També va participar en una sèrie de televisió emesa per internet anomenada, on va interpretar un noi espanyol que va traslladar-se a París.

## Música
Va guanyar el concurs Menudas estrellas el 1999 interpretant la cançó Salomé de Chayanne.
Es va unir per formar un grup de música anomenat SJK amb els seus companys de la sèrie Los Serrano: Víctor Elías, Natalia Sánchez i Andrés de la Cruz. El grup va editar dos discs entre el 2005 i el 2006.

## Sèries de televisió
| Any       | Sèrie                  | Paper             | Cadena           | Notes                                         |
| --------- | ---------------------- | ----------------- | ---------------- | --------------------------------------------- |
| 2005–2008 | Los Serrano            | David «DVD» Borna | Telecinco        | Personatge principal - Temporades 4,5,6,7,8   |
| 2009–2011 | Física o química       | David Ferrán      | Antena 3         | Personatge principal - Temporades 3,4,5,6,7   |
| 2012      | Gocca                  | Héctor            | Sèrie d'internet | Personatge secundari (1 Episodi) - Capítol 2  |
| 2012      | Cenizas y el Edén      | Sergio            | Sèrie d'internet | Personatge secundari (1 Episodi) - Capítol 3  |
| 2012      | Los misterios de Laura | Sergio            | TVE              | Personatge secundari (1 Episodi) - Capítol 27 |
| 2014      | #XQEsperar             | Adrián            | Neox             | Personatge principal                          |
| 2014      | Chiringuito de Pepe    | Dani              | Telecinco        | Personatge principal                          |